# 佩羅尼氏病
佩羅尼氏病（Peyronie's disease）又稱佩伦涅病、阴茎硬结症、纤维性海绵体炎，是一種涉及陰莖纖維斑塊生長的結締組織病，可导致阴茎勃起疼痛、弯曲畸形。大約5%的男性患有這種病。
當罹患佩羅尼氏病時，瘢痕組織在陰莖海綿體外的白膜中形成，將導致陰莖彎曲、疼痛等諸多問題。患者以白種人居多，年齡多半在四十歲以上，也有患者十八歲就得到這種疾病。雖然現在已有許多針對療法，手術切除塊狀物是最佳方案。

## 病因
造成佩羅尼氏病的根本原因並不為人所知，但是性交時的陰莖外傷通常是佩羅尼氏病的直接原因，而這種創傷連患者本人可能也沒有意識到。
新進研究發現此種病患與正常男性相比下日後有高達43％機率罹患胃癌，39％更容易罹患睾丸癌和18％的可能性得到皮膚癌。但兩者是否有內在聯繫尚在研究中，也有可能是易得某些癌症的體質同時也易得佩羅尼氏病。

## 治療
根據97名佩羅尼氏病患者的研究，即使不經過治療，12–13%的患者可能會自癒。但是40–50%的患者病情都會加重。研究發現，有一種稱為「Xiaflex」的藥物也許可以治療佩羅尼氏病。過去這種藥物多用來治療爪形手，此外手術切除瘢痕組織是最有效方式。

## 外部連結
- Medscape Urology overview of Peyronie's disease （页面存档备份，存于）